# Eriosorus rufescens
Eriosorus rufescens là một loài thực vật có mạch trong họ Adiantaceae. Loài này được (Fée) A.F. Tryon miêu tả khoa học đầu tiên năm 1963.